# Cistícola ala-rogenca
La cistícola ala-rogenca (Cisticola galactotes) és una espècie d'ocell passeriforme de la família Cisticolidae pròpia de les regions costaneres d'Àfrica oriental.

## Hàbitat i distribució
Es troba a Malawi, Moçambic, Zàmbia, Zimbàbue i Sud-àfrica.
L'hàbitat natural natural són les praderies i aiguamolls inundables tropicals o subtropicals.

## Taxonomia
Existeixen dues subespècies reconegudes:
- C. g. isodactylus Peters, W, 1868 des del sud de Malawi, el sud-est de Zimbàbue i l'oest de Moçambic; i
- C. g. galactotes (Temminck, 1821) des del sud de Moçambic fins a l'est de Sud-àfrica.

El tàxon fou escindit de la Cisticola marginatus per IOC i HBW, així com la Cisticola luapula, Cisticola haematocephalus i la Cisticola lugubris. Les llistes de Clements (2017) y Howard and Moore (2014) consideren aquests tàxons como una sola espècie, C. galactotes (lato sensu).